# Rolnictwo integrowane
Rolnictwo integrowane – system rolniczy, stosujący precyzyjną agrotechnikę i wydajny chów zwierząt przy ograniczeniu skażeń produktów i środowiska. W rolnictwie integrowanym stosowane są nawozy mineralne i pestycydy w sposób kontrolowany, a pasze, głównie gospodarskie, z dodatkiem pasz treściwych. Pozwala to na otrzymanie zdrowej żywności, w której nie zanotowano przekroczeń dopuszczalnych poziomów pozostałości środków ochrony roślin, metali ciężkich, azotanów oraz innych pierwiastków i substancji szkodliwych. 